# Xinxiang
För andra betydelser, se Xinxiang (olika betydelser).
Xinxiang, även romaniserat Sinsiang, är en stad på prefekturnivå i Henan-provinsen i centrala Kina. Den ligger omkring 70 kilometer nordost om provinshuvudstaden Zhengzhou.

## Historia
1046 f.Kr. utkämpades Slaget vid Muye vid Xinxiang, vilket resulterade i att Zhoudynastin tog makten över Kina från den tidigare Shangdynastin.
Åren 1949-52 var Xinxiang huvudstad i den kortlivade provinsen Pingyuan.

## Administrativ indelning
Xixiang består av fyra stadsdistrikt, två städer på häradsnivå och sex härad:
- Stadsdistriktet Weibin (卫滨区)
- Stadsdistriktet Hongqi (红旗区)
- Stadsdistriktet Muye (牧野区)
- Stadsdistriktet  Fengquan (凤泉区)
- Staden Huixian (辉县市)
- Staden Weihui (卫辉市)
- Häradet Xinxiang (新乡县)
- Häradet Huojia (获嘉县)
- Häradet Yuanyang (原阳县)
- Häradet Yanjin (延津县)
- Häradet Fengqiu (封丘县)
- Häradet Changyuan (长垣县)

## Klimat
Genomsnittlig årsnederbörd är 655 millimeter. Den regnigaste månaden är juli, med i genomsnitt 196 mm nederbörd, och den torraste är januari, med 3 mm nederbörd.